# Maksat Dauylbajew
Maksat Dauylbajew (ur. 3 marca 1989 w Celinogradzie) – kazachski zapaśnik w stylu wolnym. Zajął 19 miejsce na mistrzostwach świata w 2012. Srebrny medal na mistrzostwach Azji w 2012. Szósty w Pucharze Świata w 2011 roku.